# 太平湖车辆段
39°56′54.74″N 116°21′49.68″E / 39.9485389°N 116.3638000°E
太平湖车辆段是北京地铁2号线的车辆段，建于1982年，位于二环路德胜门西大街以北，主要进行列车的修理维护，也是列车的停车场。
该车辆段是填太平湖之后建造的，故名。2号线在西直门站与积水潭站之间设有道岔与该车辆段连接。